# Rhamphomyia mendicula
Rhamphomyia mendicula är en tvåvingeart som beskrevs av Frey 1950. Rhamphomyia mendicula ingår i släktet Rhamphomyia och familjen dansflugor. Inga underarter finns listade i Catalogue of Life.